# Stoyka Krasteva
Stoyka Zjeljazkova Krasteva (Bulgaars: Стойка Желязкова Кръстева) (Dobritsj, 18 september 1985) is een voormalig bokser uit Bulgarije. Zij werd olympisch kampioen in de vlieggewichtklasse op de Olympische Spelen van 2020. Ook won zij goud op de Europese kampioenschappen boksen in 2016 en 2018. In 2012 deed Krasteva ook mee aan de Olympische Spelen en verloor in de kwartfinale van Nicola Adams.

## Erelijst

### Olympische Spelen
- 2020 in Tokio, Japan (–51 kg)

### Wereldkampioenschappen
- 2016 in Astana, Kazachstan (–54 kg)
- 2018 in New Delhi, India (–54 kg)

### Europese kampioenschappen
- 2014 in Boekarest, Roemenië (–51 kg)
- 2018 in Sofia, Bulgarije (–54 kg)
- 2011 in Rotterdam, Nederland (–51 kg)

2012: Nicola Adams ·
2016: Nicola Adams ·
2020: Stoyka Krasteva ·
2024: Wu Yu